# Девяносто девять (организация)
«Девяносто девять» (англ. Ninety-Nines: International Organization of Women Pilots; также 99s) — международная некоммерческая организация женщин-пилотов, основанная 2 ноября 1929 года в Кёртисс Филд, Вэлли-Стэйшн, Нью-Йорк, США, для сохранения истории и роли женщин в авиации.

## История создания
«Девяносто девять» создавалась как международная организация женщин-пилотов, которая предоставляла бы профессиональные возможности для женщин в авиации. Количество присутствовавших на учредительном собрании лицензированных женщин-пилотов дало название группе — «99s». Первым президентом в 1931 году была избрана Амелия Эрхарт.

## В настоящее время
В настоящее время организация насчитывает 5159 членов в 30 странах. Цель «99s» — материальная помощь женщинам, желающим получить образование в сфере авиации. «99s» состоит из 27 «секций» по географическому признаку, охватывающих США, Канаду, Россию, Индию, Китай, Израиль, Германию, Францию, а также некоторые другие страны и регионы.
«99s» учредили «Мемориальный стипендиальный фонд Амелии Эрхарт» (AEMSF). Эта программа оказывает помощь в финансировании подготовки женщин-пилотов, организации их отдыха и карьерного продвижения. Для женщин-пилотов, стремящихся поднять свой профессиональный уровень, существует программа «Инициатива руководства — профессиональный пилот», им подыскивают профессиональных наставниц из «99s».
Участницы «99s» активно продвигают интересы организации, принимали и продолжают принимать участие в многочисленных авиационных мероприятиях, в том числе: Powder Puff Derby, Palms to Pines и Air Race Classic. Также члены «99s» принимают участие в Национальной ассоциации межвузовских авиационных гонок (НИФА) в статусах участников и судей.
В 1972 году при поддержке «99s» в Оклахоме был основан Музей женщин-пилотов. На данный момент музей включает более 5000 квадратных футов экспозиций.

## В России
С 7 по 8 декабря 2007 года в Москве прошёл 7-й Московский международный форум женщин лётных специальностей. В работе форума приняли участие иностранные лётчицы из Америки, Греции и Южной Кореи, в том числе участницы «99s». Девять человек из Америки представляли Международную организацию женщин пилотов «99s» во главе с Президентом Патрисией Нойес Прентисс.

## Известные члены группы
- Амелия Эрхарт — первый Президент
- Кобб, Джеральдина М., «Джерри» — организатор группы Меркурий 13
- Джеки Кокран — рекордсменка, «Королева скорости»
- Годвин, Линда Максин — астронавт
- Коллинз, Айлин Мари — астронавт